# Міраково
Міраково (пол. Mirakowo, нім. Merch) — село в Польщі, у гміні Хелмжа Торунського повіту Куявсько-Поморського воєводства.
Населення — 570 осіб (2011).
У 1975-1998 роках село належало до Торунського воєводства.

## Демографія
Демографічна структура станом на 31 березня 2011 року:
|          | Загалом | Допрацездатний вік | Працездатний вік | Постпрацездатний вік |
| -------- | ------- | ------------------ | ---------------- | -------------------- |
| Чоловіки | 292     | 70                 | 202              | 20                   |
| Жінки    | 278     | 64                 | 176              | 38                   |
| Разом    | 570     | 134                | 378              | 58                   |